# Julia Martínez
Julia Martínez Fernández, también conocida como Julita Martínez (Santander, 5 de diciembre de 1931) es una actriz española.

## Biografía
Siendo aún una niña se traslada con sus padres a Barcelona, donde comienza a recibir clases de declamación e interpretación, hasta debutar sobre un escenario a finales de los años 40.
En 1951 se traslada a Madrid e inicia su carrera cinematográfica con Ronda española, de Ladislao Vajda. En su trayectoria en la pantalla grande destacan títulos como Hay un camino a la derecha (1953), de Francisco Rovira Beleta, película con la que obtuvo el premio a la mejor actriz en el Festival Internacional de Cine de San Sebastián ese año, Felices Pascuas (1954) de Juan Antonio Bardem,  El último cuplé (1957), de Juan de Orduña o Los ángeles del volante (1957), de Ignacio Iquino.
Al inicio de la década de los sesenta decide apartarse de la pantalla grande para, a partir de ese momento, cimentar una carrera mucho más sólida en teatro y televisión. Convertida en una de las figuras más célebres de la pequeña pantalla, durante los siguientes años interviene regularmente en las obras de teatro televisado por TVE a través de espacios como Estudio 1 o Novela.
Sin embargo, el éxito rotundo le llega en 1966 cuando se convierte en Carmen, el ama de casa modelo, abnegada madre y ejemplar esposa de Enrique Martínez (Carlos Muñoz), protagonista de la serie de Televisión Española más aclamada de aquella temporada: La casa de los Martínez, que se mantuvo cuatro años en pantalla y la convirtió en una de las actrices más populares del momento. Tal fue la aceptación por parte del público que se rodó incluso una versión cinematográfica homónima en 1971 a cargo de Agustín Navarro, en color y en la que Julia Martínez repitió personaje.
Tras la cancelación de la serie, Julia centró su carrera en el teatro, donde actúa en varias ocasiones a las órdenes de José Tamayo, sin descuidar algunas incursiones en el cine, como por ejemplo la película de Manuel Gutiérrez Aragón La mitad del cielo (1986). Tomó el relevo de Pilar Bardem en la obra La Actriz de Lorenzo Piriz-Carbonell (1986).
Aborda, también en esa época una nueva faceta profesional: la de actriz de doblaje, siendo especialmente memorable su trabajo en la serie Las chicas de oro, donde prestó su voz a la actriz Betty White, en el personaje de Rose Nylund. Hoy en día ya no trabaja detrás del atril.
A partir de la década de los noventa, vuelve a asomarse a la televisión donde ha interpretado papeles secundarios recurrentes o esporádicos en series para TVE como Hostal Royal Manzanares (1996-1998), Como el perro y el gato (2007) o Centro médico (2015-2019), para Antena 3: Ambiciones (1998), A tortas con la vida (2005-2006) o Manolo y Benito Corporeision (2006-2007), y para Telecinco: Todos los hombres sois iguales (1996).

## Filmografía
- Ronda española (1951) de Ladislao Vajda
- Habitación para tres (1952) de Antonio de Lara
- Vuelo 971 (1953) de Rafael J. Salvia
- Nadie lo sabrá (1953) de Ramón Torrado
- Hay un camino a la derecha (1954) de Francisco Rovira Beleta
- Felices Pascuas (1954) de Juan Antonio Bardem
- Un traje blanco (1956) de Rafael Gil
- Carta a Sara (Tormento d'amore) (1956) de Leonardo Bercovici, Claudio Gora y Eduardo Manzanos Brochero
- Los ángeles del volante (1957) de Ignacio F. Iquino
- El último cuplé (1957) de Juan de Orduña
- ...Y eligió el infierno (1957) de César Fernández Ardavín
- Tal vez mañana (L'amore più bello) (1958) de Glauco Pellegrini
- Hospital general (1958) de Carlos Arévalo
- Fulano y Mengano (1959) de Joaquín Luis Romero Marchent
- Bombas para la paz (1959) de Antonio Román
- Altas variedades (1960) de Francisco Rovira Beleta
- La hora incógnita (1963) de Mariano Ozores
- Desarraigo (1965) de Fausto Canel
- Pecados conyugales (1968) de José María Forqué
- Después de los nueve meses (1970) de Mariano Ozores
- La casa de los Martínez (1971) de Agustín Navarro
- Ligue Story (1972) de Alfonso Paso
- La familia, bien, gracias (1979) de Pedro Masó
- La patria del 'Rata' (1980) de Francisco Lara Polop
- Es peligroso casarse a los 60 (1980) de Mariano Ozores
- Adolescencia (1982) de Germán Lorente
- Adulterio nacional (1982) de Francisco Lara Polop
- Les chômeurs en folie (1982) de Georges Cachoux
- La mitad del cielo (1986) de Manuel Gutiérrez Aragón
- Sinatra (1988) de Francesc Betriú
- Cuernos de mujer (1995) de Enrique Urbizu
- Terca vida (2000) de Fernando Huertas
- Los novios búlgaros (2003) de Eloy de la Iglesia

## Teatro
Algunas de las obras de teatro en las que Julia Martínez ha aparecido son:
- Crimen perfecto (1954).
- Tiestes (1956)
- Ocho mujeres (1961).
- La tercera palabra (1966)
- Oficio de tinieblas (1967)
- La gran y pequeña maniobra (1969).
- La más hermosa niña del mundo (1974)
- Buenas noches, Sabina (1975)
- El paseo del mono (1975)
- El adefesio (1976).
- Viernes, día de libertad (1977).
- Danza macabra (1981).
- Doña Rosita la soltera (1982).
- Los buenos días perdidos (1982)
- Un día de libertad (1983).
- La Actriz (obra de teatro) (1984).
- El hotelito (1985).
- Paso a paso (1986).
- El huésped se divierte (1988).
- El realquilado (1989).
- Entre tinieblas (1982).
- La loba (1993).[1]
- La camisa (1995).
- Picospardo's (1995)
- Doña Rosita la soltera (1998).
- Los intereses creados (1999).
- El gran teatro del mundo (2000).
- El diario de Ana Frank (2001).
- Arsénico por favor (2002).

## Televisión
- Centro médico (2016-2017)
- Como el perro y el gato (2007)
- Manolo & Benito Corporeision (2006-2007)
- A tortas con la vida (2005-2006)
- Cuéntame como pasó
  - Una Nochebuena..., con esperanza (20 de diciembre de 2001)
- Todos los hombres sois iguales
  - Avaricia (1 de enero de 1997)
  - Los padres de la novia (1 de enero de 1998)
- Ambiciones (1998)
- Hostal Royal Manzanares (1996-1998)
- Tercera planta, inspección fiscal (1991)
- Clase Media
  - La cencerrada (1 de enero de 1987)
- Teatro
  - Las entretenidas (27 de diciembre de 1976)
- Música y estrellas (2 de octubre de 1976)
- Ficciones
  - Viaje sentimental (15 de julio de 1974)
  - El expreso de las dos (8 de octubre de 1981)
  - El jardín de los hipopótamos (5 de noviembre de 1981)
  - El adiós a la vida (10 de diciembre de 1981)
- Noche de teatro
  - Los huevos de avestruz (14 de junio de 1974)
- Teatro de siempre
  - Don Juan o el amor de la geometría (21 de noviembre de 1968)
- Estudio 1
  - Julieta y Romeo (17 de agosto de 1966)
  - Marea baja (2 de abril de 1971)
  - Teresa de Jesús (19 de octubre de 1973)
  - La decente (29 de marzo de 1976) Nuria
  - Delito en la Isla de las Cabras ([9 de marzo] de 1980)
  - Mi señor es un señor (11 de mayo de 1980)
  - La prudencia en la mujer (26 de octubre de 1980)
  - Una aventura en la niebla (25 de diciembre de 1981)
- La casa de los Martínez (1967-1971)
- Teatro para todos
  - El cadáver de la Señora García (11 de julio de 1965)
- Novela
  - La pesca de la sirena (22 de junio de 1964)
  - El mensaje (8 de marzo de 1965)
  - Las cartas (5 de julio de 1965)
  - La familia de Alvareda (1 de diciembre de 1975)
  - La gran borrachera (17 de enero de 1977)
- Mañana puede ser verdad
  - El zorro y el bosque (29 de mayo de 1964)
- Sospecha
  - Cadena perpetua (16 de julio de 1963)

## Premios y distinciones
1.ª Semana Internacional del Cine de San Sebastián
| Año  | Categoría                                              | Película                   | Resultado |
| ---- | ------------------------------------------------------ | -------------------------- | --------- |
| 1953 | Concha de Plata a la mejor actriz en película española | Hay un camino a la derecha | Ganadora  |